# Al-Nour, Syria
Al-Nour (tiếng Ả Rập: Tiếng Ả Rập) là một ngôi làng của Syria ở huyện Al-Tall của Tỉnh Rif Dimashq. Theo Cục Thống kê Trung ương Syria (CBS), Al-Nour có dân số 55 người trong cuộc điều tra dân số năm 2004.